# Nghĩa trang Bernardine

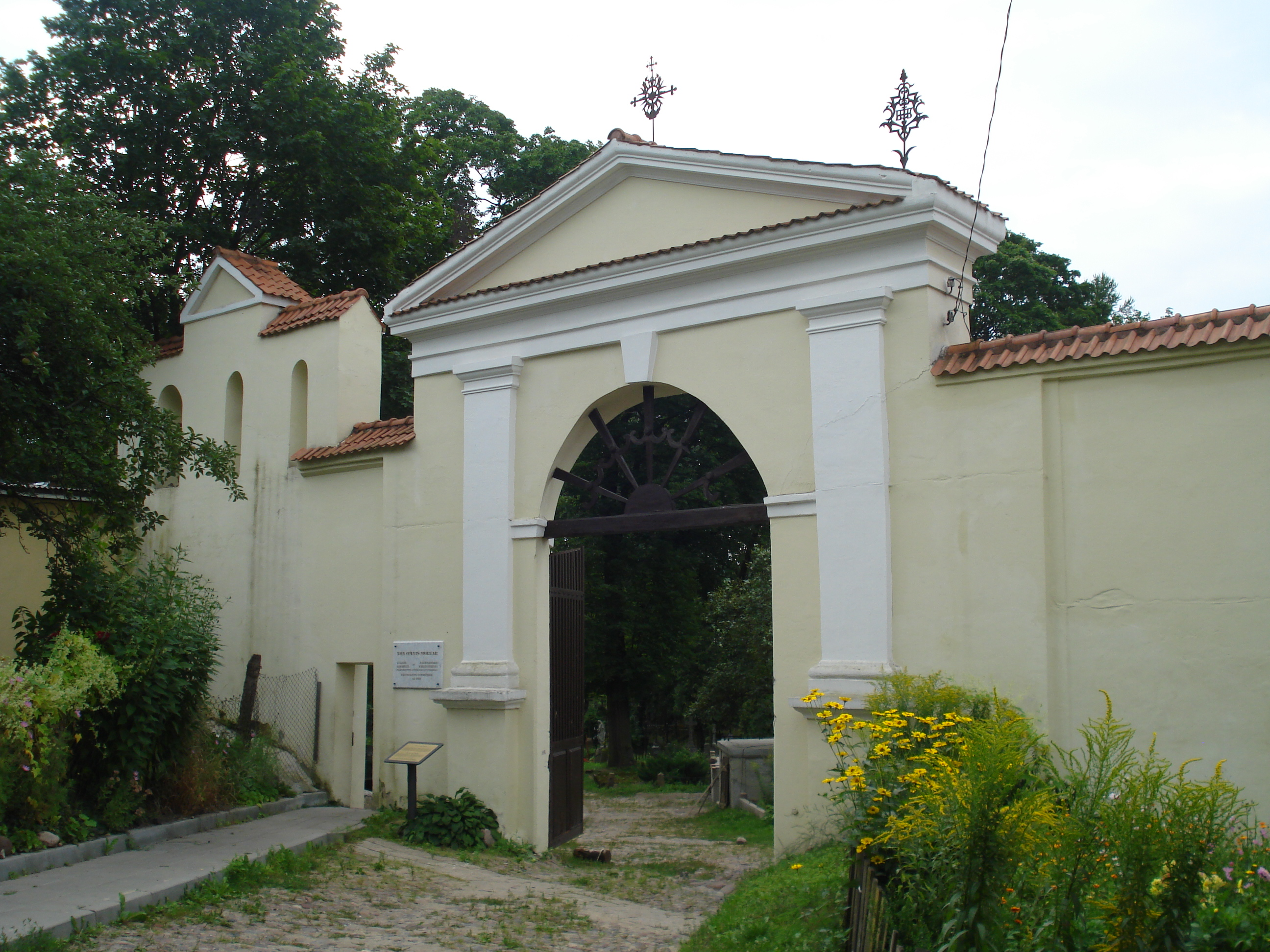
Lối vào nghĩa trang

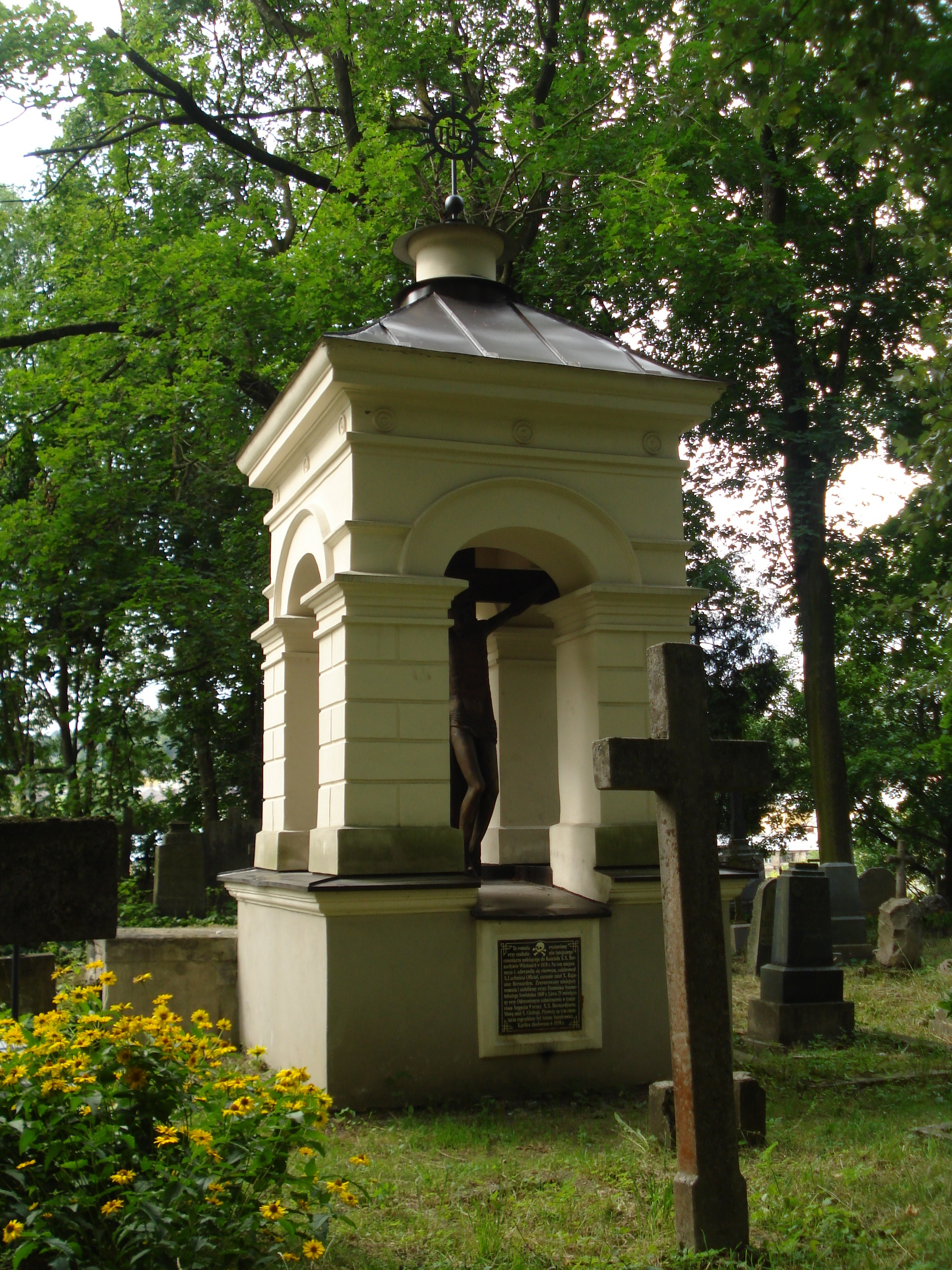
Nhà nguyện trong nghĩa trang, được xây dựng để tưởng niệm sự thánh hiến của nghĩa trang

Nghĩa trang Bernardine (tiếng Litva: Bernardinų kapinės, tiếng Ba Lan: Cmentarz Bernadyński), là một trong ba nghĩa trang lâu đời nhất ở Vilnius, Litva. Nó rộng khoảng 38.000 mét vuông và có khoảng 14.000 vị trí chôn cất. Nó được thành lập vào năm 1810 bởi các tu sĩ Bernardine của Nhà thờ Thánh Phanxicô Assisi, ngay phía đông trung tâm thành phố thuộc quận Užupis, và nằm trên bờ kè sông Vilnia. Sự phát triển của nó là hậu quả của chính quyền Sa hoàng của Đế quốc Nga ban hành lệnh cấm chôn cất người chết gần nhà thờ. Người dân thành phố Vilnius đã chuyển nghĩa trang đến vùng ngoại ô của thành phố.
Nhà để tro hỏa táng được xây dựng ở phía đông và phía tây của nghĩa trang. Nghĩa trang được mở rộng vào năm 1860. Sau chiến tranh thế giới thứ hai, nghĩa trang đã bị bỏ hoang phần lớn và bắt đầu xuống cấp. Nó đã bị đóng cửa vào những năm 1970 và kể từ đó cho đến gần đây, nó gần như không thay đổi. Nhiều ngôi mộ cổ nhất đã chìm xuống đất và phủ đầy rêu. Nhà để tro hỏa táng phía đông đã gần như biến mất hoàn toàn. Việc phục hồi và xây dựng lại các tòa nhà và di tích của nó, bao gồm cả nhà để tro hỏa táng phía tây, bắt đầu vào cuối những năm 1990.

## Công tác khôi phục
Bắt đầu từ năm 2005, theo sáng kiến của Adam Mickiewicz, tổ chức Ba Lan-Litva cùng với Hội đồng Bảo vệ Đấu tranh và Liệt sĩ (một trong những người khởi xướng chính của dự án là Andrzej Przewoźnik, một nhà sử học người Ba Lan đã chết trong vụ tai nạn máy bay ở Smolensk vào năm 2010), công việc bảo tồn tại nghĩa trang (được biết đến trong tiếng Ba Lan là Cmentarz Bernardyzski na Zarzeczu) bắt đầu với mục đích khôi phục vào năm 2010, kỷ niệm hai trăm năm thành lập. Công việc phục hồi được tài trợ bởi các nhà tài trợ tư nhân cũng như thông qua nỗ lực chung của chính phủ Ba Lan và Litva. Hơn một trăm ngôi mộ lịch sử đã được cải tạo, hầu hết trong số đó là những người Ba Lan và Litva tham gia trong cuộc nổi dậy tháng 1, các binh sĩ của Quân đội Gia đình và các giảng viên trước đây của Đại học Stefan Bigate. Việc cải tạo mở rộng vẫn đang được lên kế hoạch.

## Ngôi mộ nổi tiếng
Nhiều nhà khoa học, họa sĩ nổi tiếng và Đại học Vilnius, trí thức, giáo sư và những người nổi tiếng khác được chôn cất ở đó bao gồm:
- Helena Dzierżyńska (1849-1896), mẹ của Felix Dzerzhinsky
- Stanisław Fleury (1861-1915), nghệ sĩ và nhiếp ảnh gia người Ba Lan-Litva
- Stanisław Bonifacy Jundziłł (1761-1847), nhà thực vật học và người trồng hoa người Ba Lan-Litva, giáo sư của Đại học Vilnius và là người đứng đầu Vườn thực vật
- Kazimieras Kairiūkštis (1886-1918), kỹ sư người Litva
- Vytautas Kairiūkštis (1890-1961), họa sĩ người Litva
- Włodzimierz Mazurkiewicz - phi công và kỹ sư người Ba Lan
- Franciszek Narwojsz - nhà toán học và kỹ sư người Ba Lan-Litva
- Valdas Herkus Neimantas (1963 Lỗi2006), nhà thiết kế chính của Cộng hòa Užupis
- Zachariasz Niemczewski - giáo sư toán học người Ba Lan-Litva
- Antanas Ramonas (1946-1993), nhà văn người Litva
- Stanisław Rosołowski (1797-1855), nhà văn và bác sĩ người Ba Lan
- Bolesław Rusiecki - Họa sĩ người Ba Lan-Litva
- Kanuty Rusiecki - Họa sĩ người Ba Lan-Litva
- Ludwik Sobolewski (1791-1830), nhà văn và nhà sử học người Ba Lan, trưởng khoa Thư viện Đại học Vilnius
- Józef Szeliga-Bieliński (1848-1926), bác sĩ và nhà sử học người Ba Lan, giáo sư danh dự đầu tiên của Đại học Stefan Bigate